# Masako (Kaiserin)

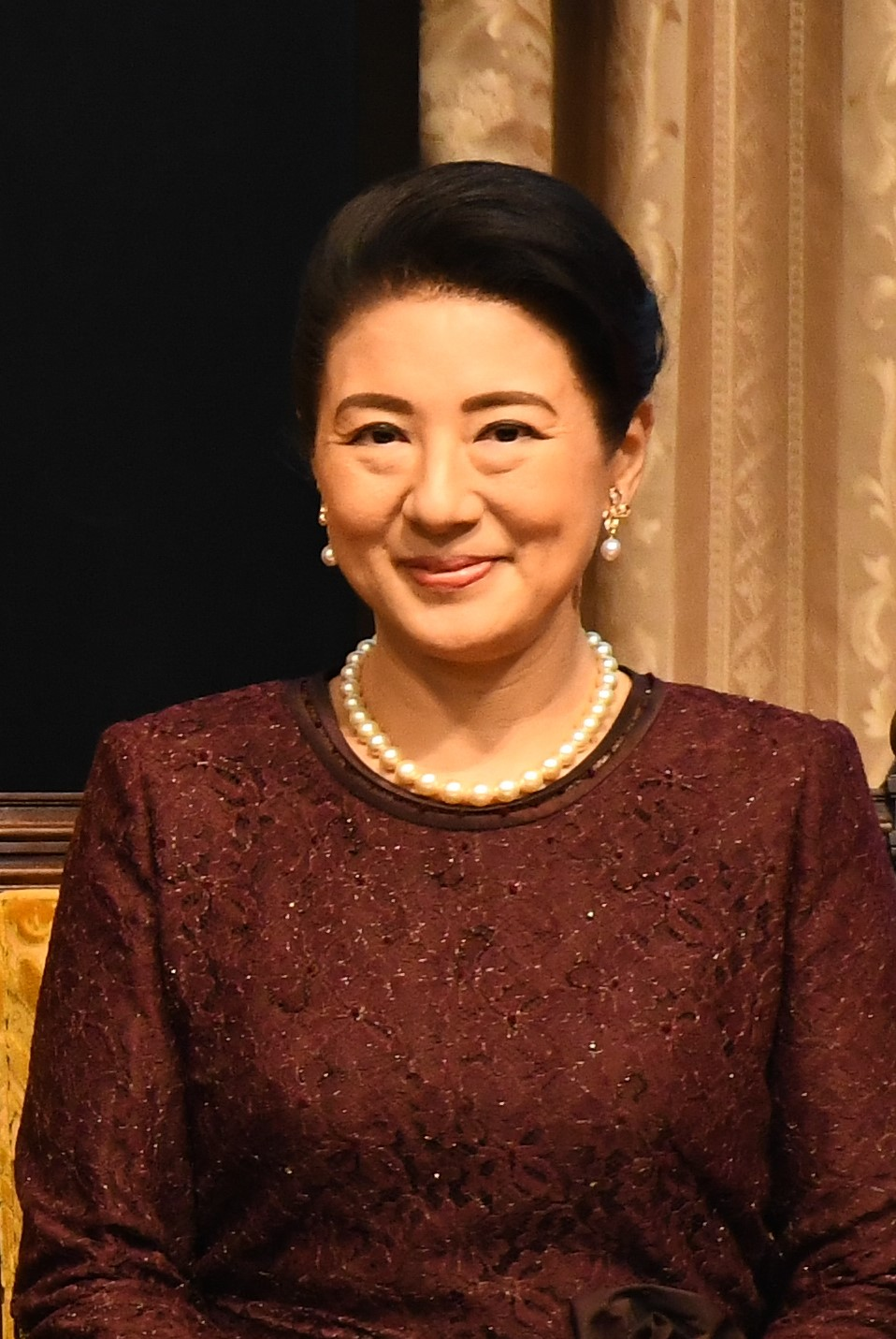
Kaiserin Masako (2019)

Standarte der Kaiserin

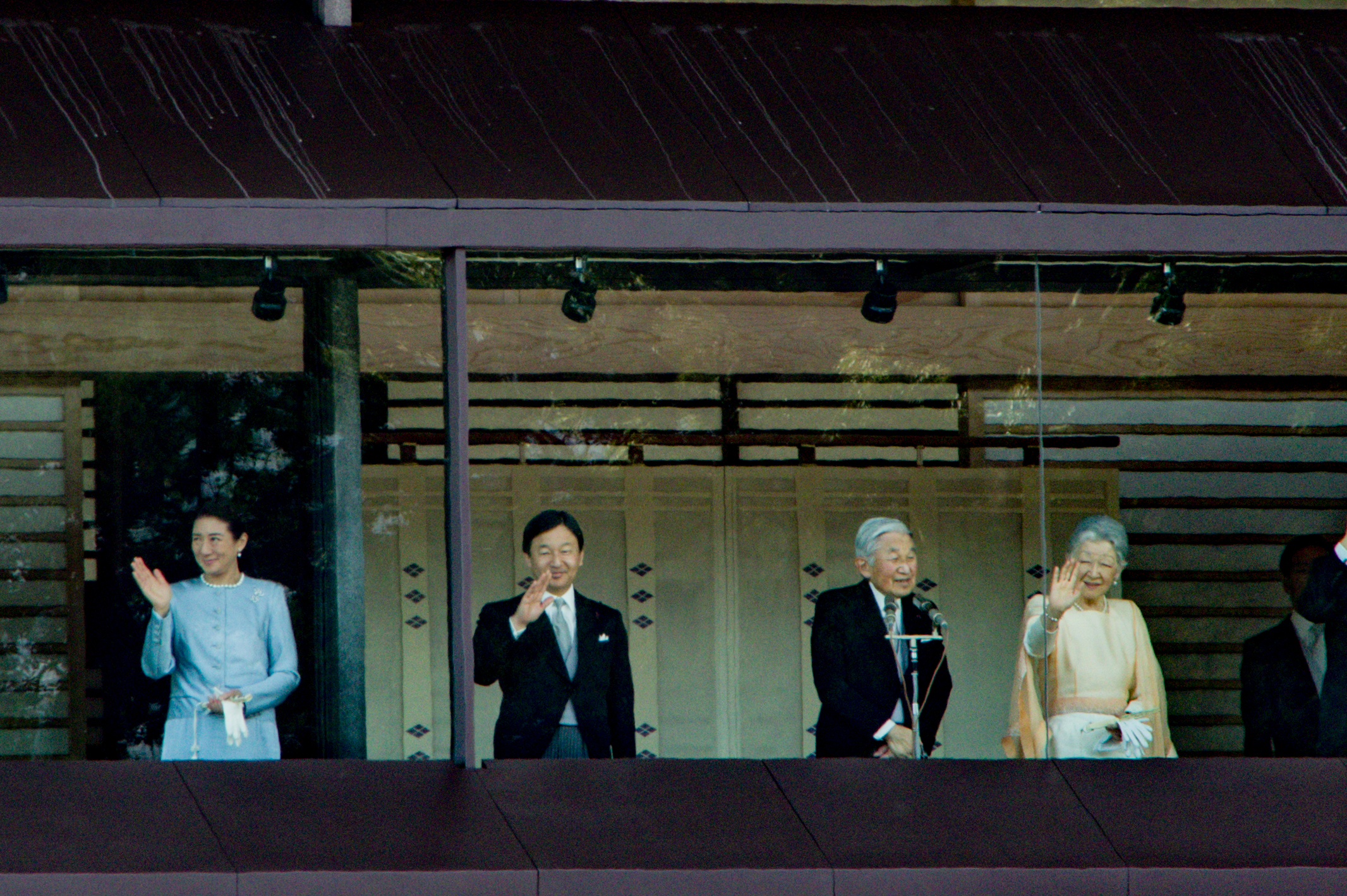
Gruppenbild der Kaiser- und Kronprinzenpaare (Masako ganz links; 2016)

Kaiserin Masako (anhörenⓘ jap. 皇后雅子, Kōgō Masako; * 9. Dezember 1963 in Tokio, Japan als Masako Owada (小和田 雅子, Owada Masako)) ist die Ehefrau des japanischen Kaisers Naruhito.

## Biografie

### Jugend, Ausbildung und Karriere
Masako Owada ist die älteste Tochter des Diplomaten und Richters Hisashi Owada. Schon von Kindesbeinen an reiste Masako mit ihren Eltern durch die halbe Welt. Sie besuchte den Kindergarten in Moskau, später von der Grundschule bis zum vorletzten Jahr der Oberschule die Privatschule Den’enchōfu Futaba in Tokio. Den Abschluss machte sie in Belmont in der Nähe von Boston mit dem Maximalnotendurchschnitt 1,0. Sie war auch Präsidentin der National Honor Society.
1985 schloss sie ihr Wirtschaftsstudium an der Harvard University mit einem Bachelor und mit der Auszeichnung magna cum laude ab. 1986 begann sie ein Bachelorstudium der Rechtswissenschaft an der Universität Tokio. Da sie neben ihrem Fachwissen noch fließend Englisch sprach, bot ihr das japanische Außenministerium kurz darauf eine Stelle an. Sie brach das Jurastudium 1987 ab und trat dem Ministerium bei. Zwischen 1988 und 1990 absolvierte sie im Auftrag des Außenministeriums ein Masterstudium in Internationalen Beziehungen am Balliol College an der University of Oxford.
Während ihrer Arbeit für das Ministerium traf sie viele wichtige Leute der Weltpolitik. Sie übersetzte auch in den Verhandlungen zu Supraleitern zwischen Japan und den Vereinigten Staaten.

### Heirat und Familie

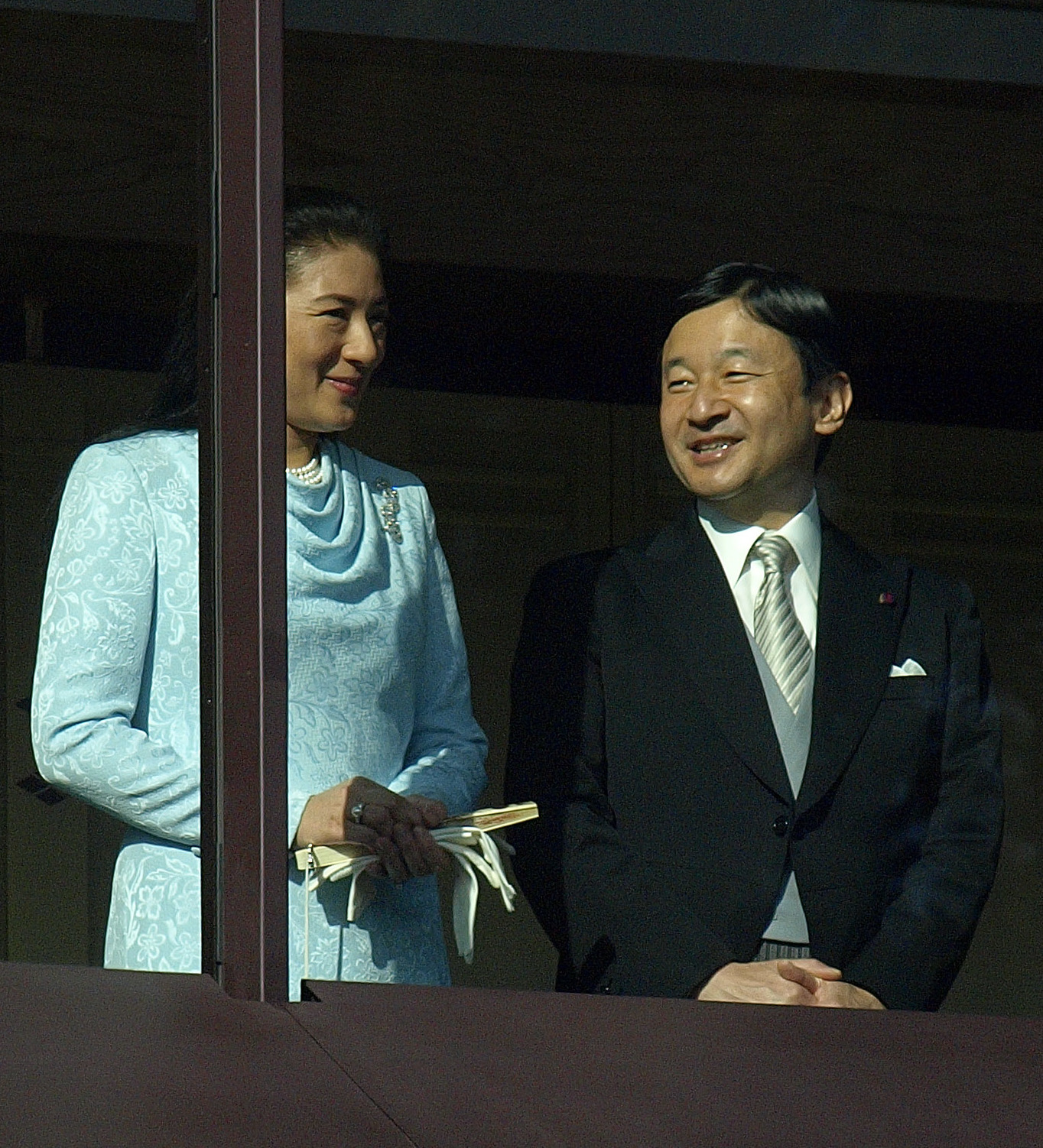
Kronprinzessin Masako mit Kronprinz Naruhito (2011)

Masako Owada, die einer ehemaligen Samurai-Familie entstammt, traf den Kronprinzen am 18. Oktober 1986 anlässlich eines Empfangs für die spanische Prinzessin Elena im Palast Akasaka. Naruhito soll bereits an diesem Abend geäußert haben: „Die oder keine!“ In den darauffolgenden Monaten arrangierte er mehrere Treffen mit Masako, die allesamt äußerst konspirativ bei Freunden oder sogar in Tiefgaragen stattfanden. Dies ging fast ein Jahr lang so, bis Masakos Eltern einen Antrag ablehnten mit der Begründung, dass Masako doch gerade erst im Außenministerium zu arbeiten begonnen hätte.
Das Kaiserliche Hofamt hatte seinerseits Bedenken, denn man meinte, Masakos Großvater mütterlicherseits, Yutaka Egashira, sei als Vorsitzender des Chemiekonzerns Chisso in den 1960er Jahren in einen der größten Chemie-Umweltskandale Japans verwickelt gewesen, was sich aber als falsch erwies, da er den Vorsitz erst nach dem Vorfall übernommen hatte.
Aus Sicht der Traditionalisten verstieß Masako auch noch gegen eine Reihe anderer Kriterien: Mit 1,61 Metern ist sie einige Zentimeter größer als der Kronprinz. Außerdem erschien sie einigen als zu selbstbewusst für eine Prinzessin. Am 1. Juli 1988 begab sich Masako nach Oxford, um weiter an ihrer Karriere als Diplomatin zu arbeiten. 1990 kehrte sie nach Japan zurück und begann in der renommierten Nordamerika-Abteilung des Außenministeriums zu arbeiten. Aufgrund ihrer hohen Arbeitsmoral wurde sie als „Hard worker Masako“ bezeichnet. 1992, über fünf Jahre nach dem ersten Treffen mit Naruhito, tauchten die Brautsucher des Hofes wieder bei ihr auf. Erst vier weitere Monate später stimmten Masakos Eltern einem erneuten Rendezvous zu. Am 3. Oktober hielt Naruhito schließlich um ihre Hand an. Masako zögerte, gab aber nach, als der Kronprinz ihr eine diplomatische Karriere in Aussicht stellte.
Da andere Versuche, den Kronprinzen zu verheiraten, gescheitert waren, bekamen die junge Diplomatin und Japans Thronfolger Naruhito schließlich im Mai 1992 vom Kaiserlichen Hofamt die offizielle Heiratserlaubnis. Diese verkündete schließlich am 19. Januar 1993 die Verlobung.
Der Heirat ging ein Gesundheitstest voraus, in dem vor allem untersucht wurde, ob die zukünftige Prinzessin auch den nötigen Thronfolger gebären konnte. Sie musste auch eine Erklärung unterzeichnen, die ihren Anspruch auf die Kinder und das Vermögen der Kaiserfamilie im Falle einer Scheidung einschränkt.
Am 9. Juni 1993 gaben sich Masako und Naruhito das Jawort. Anschließend wurde die frischvermählte Prinzessin in die Details des komplizierten Lebens innerhalb des Kaiserhauses eingeweiht, das vor allem durch das konservative Kaiserliche Hofamt beeinflusst wird.
Nach acht Jahren Ehe und einer Fehlgeburt (1999) kam am 1. Dezember 2001 das lange erwartete Kind Prinzessin Aiko zur Welt. Trotz dieses freudigen Umstands lastete auf Masako weiterhin eine hohe Erwartung seitens des Kaiserlichen Hofamts, einen Sohn zur Welt zu bringen, der eines Tages Thronfolger werden könnte. Eine Depression, so die Vermutung, war die Folge, die vom Hofamt mit „Anpassungsstörungen“ umschrieben wurde. Ihr Mann sah sich daraufhin zu dem für das Kaiserhaus ungewöhnlichen Schritt veranlasst, sie öffentlich in Schutz zu nehmen. Laut ihm „hat sie mit großer Kraft versucht, sich der kaiserlichen Familie anzupassen.“ Das habe sie seiner Meinung nach völlig erschöpft. Außerdem sprach er davon, „dass es Bestrebungen gegeben hat, Masakos Karriere und Persönlichkeit zu negieren.“
Ihre Schwägerin, Prinzessin Kiko, Ehefrau von Akishino, des jüngeren Bruders von Naruhito, brachte am 6. September 2006 ihren Sohn, Prinz Hisahito, zur Welt – nach zwei Töchtern. Er trat somit an die dritte Stelle in der Thronfolge. Durch seine Geburt verringerte sich auch die Erwartung an Masako.
Im November 2008 trat sie erstmals nach fünf Jahren beim Empfang für den spanischen König Juan Carlos I. und Königin Sophia wieder öffentlich auf.

### Kaiserin
Nachdem Kaiser Akihito in einer Fernsehansprache andeutete, in naher Zukunft abdanken zu wollen, beschloss die japanische Regierung am 8. Dezember 2017 nach Konsultation des „Kaiserlichen Rats“ (皇室会議 Kōshitsu Kaigi, u. a. bestehend aus Premierminister Shinzō Abe, den Präsidenten der beiden Kammern des Parlaments Tadamori Ōshima und Chūichi Date sowie Naruhitos Onkel Prinz Masahito von Hitachi und dessen Gattin Prinzessin Hanako von Hitachi), dass Kaiser Akihito am 30. April 2019 abdanken und Naruhito am folgenden Tag den Chrysanthementhron besteigen wird. Masako übernahm offiziell am 1. Mai 2019 um 0 Uhr Ortszeit das Amt der Kaiserin.
Die shintoistische Inthronisierungszeremonie (即位の礼, Sokui no Rei), bei der Naruhito aus religiöser Sicht zum Tennō ernannt wurde, fand am 22. Oktober 2019 statt.
Im September 2022 reiste das Kaiserpaar zum Staatsbegräbnis von Königin Elisabeth II. nach Großbritannien. Am 16. September gab es dazu einen Kabinettsbeschluss der japanischen Regierung.
Es war erst das zweite Mal, dass das japanische Kaiserpaar an einer Beerdigung einer königlichen Familie im Ausland teilnahm. 1993 besuchte die damalige Kaiserin Michiko die Beerdigung von König Baudouin in Belgien.

## Kontroverse
Zieht man das Alter von Masako bei der Geburt von Prinzessin Aiko und die problematische Schwangerschaft in Betracht, so war es zu diesem Zeitpunkt bereits unwahrscheinlich, dass nach der Tochter noch weitere Kinder folgen. Eine weibliche Thronfolge ist im Gesetz über den kaiserlichen Haushalt nicht vorgesehen. Bis zur Geburt von Prinz Hisahito 2006 gab es keine männlichen Nachkommen. Die Forderung nach Gleichstellung der Geschlechter in der Thronnachfolge wurde von der Öffentlichkeit gestellt; die regierende konservative Liberaldemokratische Partei steht diesem eher kritisch gegenüber.
In internationalen Medienberichten gilt Kaiserin Masako oft als Symbol der Unterdrückung der Frauen in der patriarchalen japanischen Gesellschaft. In Japan selbst wird jedoch angenommen, dass sie mit ihrer Heirat bewusst die eigene berufliche Karriere beendet habe.

## Auszeichnungen (Auswahl)
| Großkreuz des Ordens der Edlen Krone                                                 |
| Großes Goldenes Ehrenzeichen am Bande für Verdienste um die Republik Österreich 1999 |
| Großkreuz des Erlöser-Ordens                                                         |
| Großkreuz des Verdienstordens der Republik Ungarn                                    |
| Großkreuz des Hausordens von Oranien                                                 |
| Großkreuz des Sankt-Olav-Ordens                                                      |
| Großkreuz des Ordens des Infanten Dom Henrique                                       |
| Großkreuz des Ordens de Isabel la Católica                                           |
| Großkreuz des Ordens von Salote Tupou III.                                           |
| Großkreuz des Ordens des Verteidigers des Reichs                                     |
| Großkreuz des Leopoldsordens                                                         |